# 弗洛伦察·克勒丘内斯库
弗洛伦察·克勒丘内斯库（羅馬尼亞語：Florența Crăciunescu，1955年5月7日—2008年6月8日），罗马尼亚女子田径运动员。她曾代表罗马尼亚参加1980年和1984年夏季奥林匹克运动会田径比赛，获得一枚铜牌。